# Subsecretaría de Política Territorial
La Subsecretaría de Política Territorial y Memoria Democrática es el órgano directivo del Ministerio de Política Territorial y Memoria Democrática que ejerce la representación ordinaria del Ministerio y asume la dirección, impulso y coordinación general de los servicios comunes del Departamento, el ejercicio de las competencias correspondientes a dichos servicios comunes, así como la asistencia al ministro en la elaboración y aprobación de los planes de actuación del Departamento.
Desde noviembre de 2023, la subsecretaria es Berta Pérez Hernández.

## Historia
La Subsecretaría se creó a los pocos días después de crearse el Ministerio de Administración Territorial en 1979. Bajo la denominación de Subsecretaría de Administración Territorial, asumía la gestión diaria del Departamento y de ella dependían todos los órganos de asesoramiento jurídico, servicios financieros, económicos y presupuestarios, administración de los medios personales y materiales y la inspección general.
En 1986 se renombró como Subsecretaría para las Administraciones Públicas, con las mismas funciones pero añadiéndole una inspección general de servicios y una dirección general de servicios. Al año siguiente, la Secretaría General Técnica deja de depender del titular del Ministerio y se integra en la subsecretaría.
Desde entonces, no ha sufrido mayores cambios más allá de diversos cambios de denominación en sus órganos dependientes y el aumento de funciones debido a las diferentes reformas legislativas relativas a igualdad, transparencia, buen gobierno, gobierno abierto y tecnologías de la información. Asimismo, entre 2009 y 2010 se denominó como Subsecretaría de Política Territorial, y entre 2010 y 2011 como Subsecretaría de Política Territorial y Administraciones Públicas. Igualmente, entre finales de 2011 y mediados de 2018 estuvo suprimida, pues su ministerio estuvo integrado en Hacienda primero y en Presidencia después, hasta 2018 cuando se recuperó con la denominación de 2009.
En 2023, al asumir el Departamento competencias sobre memoria democrática, pasó a denominarse Subsecretaría de Política Territorial y Memoria Democrática.

## Estructura
De la Subsecretaría dependen los siguientes órganos directivos:
- La Secretaria General Técnica.
- La Subdirección General de la Oficina Presupuestaria y Gestión Económica, a la que le corresponde la elaboración del anteproyecto anual de presupuestos del Ministerio y la coordinación de los correspondientes a las entidades y organismos públicos adscritos, así como el seguimiento de la ejecución presupuestaria y la autorización y tramitación de sus modificaciones; la gestión económica y financiera y el estudio, preparación y propuesta de los contratos que celebre el Departamento, sin perjuicio de las competencias atribuidas a otros órganos superiores o directivos del Ministerio, así como la coordinación de los órganos colegiados del Departamento en materia de contratación; y el resto de funciones como Oficina Presupuestaria.
- La Subdirección General de Recursos Humanos e Inspección de Servicios, a la que le corresponde planificar, dirigir y gestionar la política de recursos humanos así como ejecutar los planes y programas de inspección de los servicios y la evaluación del funcionamiento de los órganos y unidades de los servicios centrales, entidades y organismos públicos adscritos. Además de esto, también ejerce las funciones que le corresponden en calidad de Unidad de Igualdad, de Unidad de Transparencia, de Unidad de Quejas y Sugerencias y de Unidad de Inclusión de Personas con Discapacidad.
- La Subdirección General de Oficialía Mayor, que se encarga de la gestión de bienes materiales, muebles e inmuebles y su inventario, los arrendamientos, la ejecución de obras y el mantenimiento y conservación de los edificios de los servicios centrales del Ministerio, así como de la dirección y coordinación de los servicios de información administrativa y de las Oficinas de Asistencia en Materia de Registro, así como de los servicios técnicos, de seguridad, de reprografía y, en general, los de régimen interior y asuntos generales de los servicios centrales del Ministerio.
- La División de Tecnologías de la Información, a la que le corresponde, respecto de los servicios centrales del Departamento, la planificación, dirección y coordinación de los desarrollos de los sistemas de información; la elaboración, preparación y propuesta de necesidades de los recursos tecnológicos; así como la prestación de servicios en materia de tecnologías de la información y la dirección y coordinación del portal web, sede electrónica e Intranet. También se encarga de la elaboración, desarrollo y ejecución de los planes de digitalización del Departamento, así como la implantación y seguimiento de los planes de trasformación digital de la Administración General del Estado, respecto de los servicios centrales del Departamento, en coordinación con la Agencia Estatal de Administración Digital.

Dependiendo directamente de la Subsecretaría, y como órgano de apoyo y asistencia inmediata de su titular, existe un Gabinete Técnico, con nivel de Subdirección General.

### Adscripciones
- La Abogacía del Estado en el Departamento.
- La Intervención Delegada de la Intervención General de la Administración del Estado en el Departamento.

## Titulares
Como órgano directivo directamente dependiente de la persona titular del Ministerio, corresponde al titular de la Subsecretaría la representación ordinaria del Ministerio, la dirección, impulso y coordinación general de los servicios comunes del Departamento, el ejercicio de las competencias correspondientes a dichos servicios comunes, así como la asistencia al titular del Departamento en la elaboración y aprobación de los planes de actuación del Departamento y de los organismos públicos adscritos.
- Manuel María de Uriarte Zulueta (21 de abril de 1979-5 de julio de 1980)[8]
- Joaquín Ortega Salinas (12 de julio de 1980-11 de octubre de 1980)[9]
- José María Fernández Cuevas (11 de octubre de 1980-19 de diciembre de 1981)[10]
- José Luis del Valle Pérez (19 de diciembre de 1981-4 de septiembre de 1982)[11]
- José Maldonado Ramos (4 de septiembre de 1982-8 de diciembre de 1982)[12]
- Andrés García de la Riva Sanchiz (8 de diciembre de 1982-21 de marzo de 1985)[13]
- Luciano Parejo Alfonso (21 de marzo de 1985-23 de febrero de 1987)[14]
- Juan Ignacio Moltó García (23 de febrero de 1987-21 de julio de 1993)[15]
- Francisco Hernández Spínola (24 de julio de 1993-8 de julio de 1995)[16]
- Manuel Ortells Ramos (14 de julio de 1995-11 de mayo de 1996)[17]
- Jaime Rodríguez-Arana (11 de mayo de 1996-6 de mayo de 2000)[18]
- María Dolores de Cospedal García (6 de mayo de 2000-6 de septiembre de 2003)[19]
- Marino Díaz Guerra (20 de julio de 2002-6 de septiembre de 2003)[20]
- Dolores de la Fuente Vázquez (6 de septiembre de 2003-20 de abril de 2004)[21]
- María Dolores Carrión Martín (20 de abril de 2004-14 de julio de 2007)[22]
- José Antonio Benedicto Iruiñ (14 de julio de 2007-18 de abril de 2009)[23]
- Juan Antonio Cortecero Montijano (18 de abril de 2009-24 de diciembre de 2011)
- Dionisia Manteca Marcos (19 de junio de 2018-3 de febrero de 2021)[24]
- Alberto Herrera Rodríguez (3 de febrero de 2021-28 de julio de 2021)[25]
- Ignacio de Loyola de Domingo Valenzuela (28 de julio de 2021-5 de abril de 2023)[26]
- Fernando Galindo Elola-Olaso (5 de abril de 2023-31 de octubre de 2023)[27]
- Berta Pérez Hernández (29 de noviembre de 2023-)[3]